# 小行星7938
小行星7938（英語：7938）是一颗围绕太阳公转的小行星。1990年9月17日，亨利·E·霍爾特在帕洛马山发现了此天体。
这颗小行星的绝对星等为251.6876294755536等。